# Jonas Gregaard
Jonas Gregaard Wilsly (Herlev, 30 luglio 1996) è un ciclista su strada danese che corre per il team Lotto; è professionista dal 2019.

## Palmarès
- 2014 (Juniores)

Campionati danesi, Prova in linea Junior
- 2015 (Team Trefor-Blue Water, una vittoria)

Campionati danesi, Prova in linea Under-23
- 2016 (Riwal Platform Cycling Team, una vittoria)

Himmerland Rundt
- 2017 (Riwal Platform Cycling Team, una vittoria)

Classifica generale Kreiz Breizh Elites

### Altri successi
- 2013 (Juniores)

Classifica giovani Tour du Pays de Vaud
3ª tappa Sint-Martinusprijs Kontich (Kontich > Kontich, cronosquadre)
Classifica giovani Aubel-Thimister-La Gleize
- 2015 (Team Trefor-Blue Water)

2ª tappa ZLM Tour (Kamperland > Kamperland, cronosquadre)
- 2016 (Riwal Platform Cycling Team)

Classifica scalatori Tour de Normandie
- 2017 (Riwal Platform Cycling Team)

Classifica giovani Małopolski Wyścig Górski
Classifica giovani Kreiz Breizh Elites
- 2018 (Riwal CeramicSpeed Cycling Team)

Classifica giovani Małopolski Wyścig Górski
4ª tappa Tour de l'Avenir (Orléans > Orléans, cronosquadre)
- 2023 (Uno-X Pro Cycling Team)

Classifica scalatori Parigi-Nizza
- 2024 (Lotto Dstny)

Premio combattività Arctic Race of Norway

## Piazzamenti

### Grandi Giri
- Giro d'Italia

2020: 53º
- Tour de France

2023: 43º
- Vuelta a España

2024: 77º

### Classiche monumento
- Milano-Sanremo

2019: 98º
- Liegi-Bastogne-Liegi

2022: 27º
2023: 67º
2024: 94º
2025: 114º

### Competizioni mondiali
- Campionati del mondo

Toscana 2013 - In linea Junior: 72º
Ponferrada 2014 - In linea Junior: 23º
Richmond 2015 - In linea Under-23: 112º
Bergen 2017 - In linea Under-23: 39º
Innsbruck 2018 - In linea Under-23: 43º
Imola 2020 - In linea Elite: 60º